# Dedia
Dedia (albanska: Dedia, serbiska: Dedinje) är en by i Kosovo. Den är belägen i kommunen Mitrovica. Enligt den senaste folkräkningen år 2011 fanns det 0 invånare.